# Барза (Горж)
Барза (рум. Barza) — село у повіті Горж в Румунії. Входить до складу комуни Денешть.
Село розташоване на відстані 225 км на захід від Бухареста, 8 км на південний схід від Тиргу-Жіу, 81 км на північний захід від Крайови.

## Населення
За даними перепису населення 2002 року у селі проживали 503 особи, усі — румуни. Усі жителі села рідною мовою назвали румунську.